# Szopi népség (South Park)
A Szopi népség (City People) a South Park című amerikai animációs sorozat 314. része (a 25. évad 3. epizódja). Elsőként 2022. február 16-án sugározták az Egyesült Államokban a Comedy Central műsorán. Magyarországon szinkronosan 2022. május 16-án szintén a Comedy Central mutatta be.
Az epizód továbbviszi a 19. évadban részletesebben kitárgyalt témákat: South Park városába rengetegen költöznek be a nagyvárosokból, amely fokozza a dzsentrifikációt. A beköltözőket gúnyosan úgy ábrázolják az epizódban, mintha galambok módjára, a városi élet egyes elemeit szavanként ismételgetve kommunikálnának. Ilyen szavak többnyire a "La Croix", ami egy szénsavas üdítőital, a pilátesz, és a Tesla. A címben szereplő "szopi" kifejezés Tuong Lu Kim szavajárása, aki az eredeti szinkronban a "city" szót "shitty"-nek ejti, pejoratív módon.

## Cselekmény
Az utóbbi időben rengeteg városi ember költözik ki vidékre, köztük South Parkba. Mivel a helyi ingatlaniroda nem győzi a sok munkát, örömmel veszik, hogy Liane jelentkezik hozzájuk. Szüksége van a pénzre, mert a lakhatási költségek igencsak megemelkedtek, éppen a beköltözők hatására. Cartmannek ez egyáltalán nem tetszik, mert az anyja így kevesebbet fog vele foglalkozni.
Cartman egy idő után rájön, hogy az ingatlanügynökök igazából nem csinálnak semmit, "csak vigyorognak és egy valag pénzt kapnak, ha egy ház gazdát cserél". Ezt könnyű pénzkereseti lehetőségnek találja, ezért Butters segítségével fényképeket készíttet magáról lehetetlen pózokban, majd megalapítja a saját cégét. Amikor Liane bemutatni készül egy házat, Cartman is megjelenik a saját klienseivel, majd egyre népszerűbbé válik a Vidéki Ingatlan nevű cége. Az ingatlanosok ezt meglátva úgy döntenek, visszaszerzik az ügyfeleiket, méghozzá elég sajátos módon: új fényképeket készíttetnek az összes ügynökükkel. Csakhogy egyikük sem képes tartani azt a természetellenes pózt, amit Cartman felvett a fotóin, így sorban megsérülnek. Utolsó esélyként egy eladóba kapaszkodnak, aki egy hot dog-standot akar eladni.
A polgármester és a városi tanács tagjai eközben pánikba esnek, mert attól félnek, hogy a túl sok beköltöző tönkreteszi a gazdaságot. Tuong Lu Kim szerint ugyanis a városiak a többi városi elől menekülnek el vidékre, ha azonban South Park is tele lesz városiakkal, ők is nagyvárossá válnak, amit tömegesen hagynak el az emberek. Elhatározzák, hogy elmennek és megleckéztetik az ingatlanosokat, akiket mindennek a felelősének tartanak. Az irodájukban azonban csak egy csomó fotózás során megsérült embert találnak. Mikor megtudják (Liane-nel együtt), hogy Cartman ezúttal Tolkienék régi házát árulja (aminek eladása felborítaná a teljes ingatlanpiacot), mind odasietnek.
Mialatt Liane alaposan leszidja a fiát, megérkezik a polgármester és csapata, és tüzet nyitnak a házra. Cartman azonban még a közvetlen veszélyhelyzetben sem hajlandó felhagyni semmivel, hiába mondja neki az anyja, hogy azzal, amit csinál, csak felhajtja az árakat, de nem keres vele semmi pénzt. Mikor Liane megkérdezi, hogy ha felmond, akkor abbahagyná-e, Cartman végül beleegyezik, hogy kiszáll. A városiak tömegesen hagyják el South Parkot, és miután olyan házba kell költözniük, amit a helyzetükben megengedhetnek maguknak, Cartmanék beköltöznek a hot dog standba. Cartmannek eleinte tetszik a dolog, de láthatóan csalódik, amikor a csapokból ketchup és mustár folyik.

## Fordítás
- Ez a szócikk részben vagy egészben  a   City People című angol Wikipédia-szócikk ezen változatának fordításán alapul.  Az eredeti cikk szerkesztőit annak laptörténete sorolja fel. Ez a jelzés csupán a megfogalmazás eredetét és a szerzői jogokat jelzi, nem szolgál a cikkben szereplő információk forrásmegjelöléseként.